# Izvoare (gmina)
Izvoare – gmina w Rumunii, w okręgu Dolj. Obejmuje miejscowości Corlate, Domnu Tudor i Izvoare. W 2011 roku liczyła 1643 mieszkańców.